# Абордажный топор

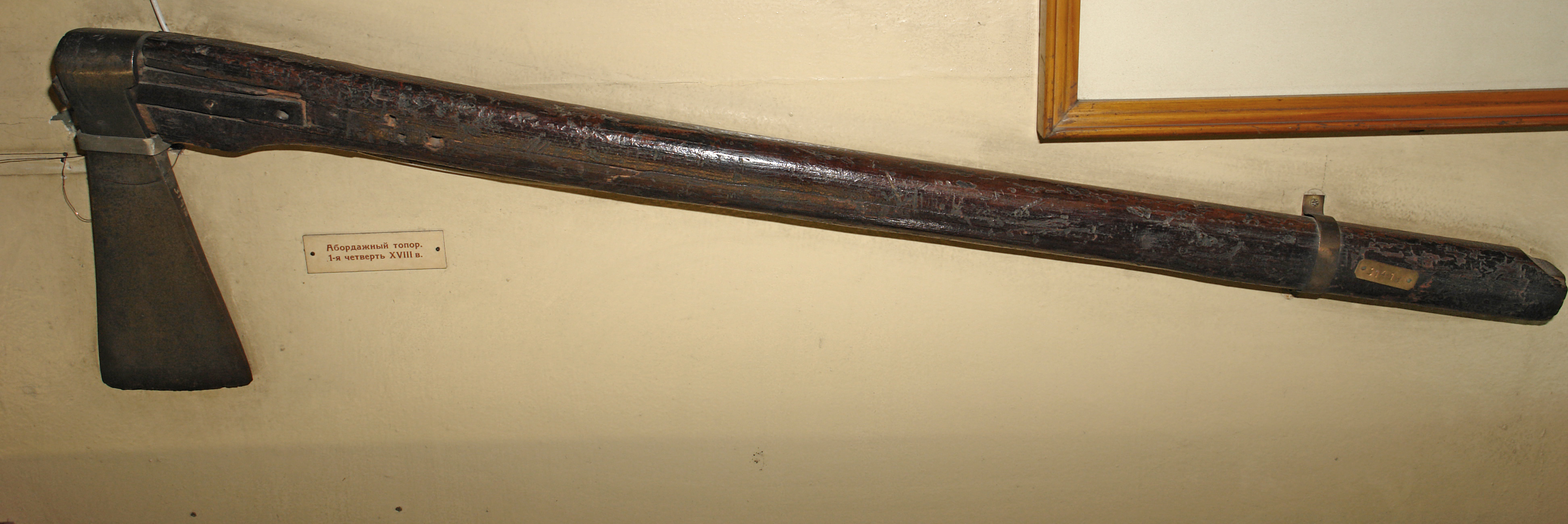
Абордажный топор (первая четверть XVIII века)

Абордажный топор — разновидность топора, применявшегося во времена парусного флота.
Топор использовался военными моряками и пиратами при абордажных схватках. Обычно имеет длинную (до метра) рукоятку, укреплённую железными пластинами — лангетами. В большинстве вариантов снабжён на обухе крюком, выполняющим роль багра. Реже там находилось лезвие клинка. Некоторые имели вид алебарды за счёт дополнительного острия сверху. Большое количество подобных топоров поставлялось в американские колонии для торговли с поселенцами и индейцами. Последними применялись так называемые пи́ковые томагавки — аналоги абордажных топоров. Хотя в целом абордажные топоры являются несколько более тяжёлым оружием.